# Jonathan Gómez
Jonathan David Gómez Noriega, född 19 april 1996, är en colombiansk simmare.
Gómez tävlade för Colombia vid olympiska sommarspelen 2016 i Rio de Janeiro, där han tog sig till semifinal på 200 meter fjärilsim.